# Цибеу (річка)
Цибеу (рум. Râul Țibău) — річка в Румунії, яка є лівим притоком річки Бистриця. Вона бере свій початок в Карпатах, на північному сході Марамурешу. Річка має довжину 23 км і розмір басейну136 км².

## Притоки
Впадає у Бистрицю в районі Кирлібаба-Ноуе, Сучавського повіту.
Ліві притоки: Прінтре Стинче, Даврілувка, Маре.
Праві притоки: Урсул, Замброславіле, Канал, Кудрява, Лелече.
Протікає на межі історичних регіонів Буковина та Мармарощина.
Населений пункт, через який протікає річка — Цибеу (Сучавський повіт).